# Voodoo (Queen + Paul Rodgers-dal)
A Voodoo a nyolcadik dal a Queen + Paul Rodgers formáció 2008-as The Cosmos Rocks albumáról.
Nyilatkozatok szerint valójában Paul Rodgers szerzeménye, bár megegyezés szerint az albumon nem jelölték külön a szerzőséget. Rodgers elmondása szerint a végső változata egy stúdióbeli jammelés során alakult ki, ahol ő énekelt, Brian May gitározott, Roger Taylor pedig dobolt. Már a harmadik próba után felvették, így a dalnak lett egy spontán utánérzése. Az album egyik legbluesosabb, legfülledtebb dala, amely leginkább Rodgers stílusához áll közel, jól kiemeli énekesi teljesítményét, a hangja bizonyos helyeken falzettbe nyúlik.
A szövegében okkult blues és rock hagyományokat elevenít fel, az énekes például a fekete mágiát és a varázslatokat említi. A PopMatters kritikusa Carlos Santana stílusához hasonlította.
Rendszeresen játszották a Rock the Cosmos Tour lemezbemutató turné során.

## Közreműködők
- Paul Rodgers: ének
- Brian May: gitár, basszusgitár
- Roger Taylor: dob